# Seznam dílů seriálu Kyberagent
Toto je seznam dílů seriálu Kyberagent.

## Přehled řad
| Řada | Díly | Premiéra v USA | Premiéra v USA  | Premiéra v ČR   | Premiéra v ČR     |
| Řada | Díly | První díl      | Poslední díl    | První díl       | Poslední díl      |
| ---- | ---- | -------------- | --------------- | --------------- | ----------------- |
| 1    | 23   | 7. ledna 2014  | 31. března 2014 | 15. června 2015 | 27. července 2015 |

## Seznam dílů

### První řada (2014)
| Č. v seriálu | Původní název                 | Český název            | Režie            | Scénář                            | Premiéra v USA  | Premiéra v ČR     |
| ------------ | ----------------------------- | ---------------------- | ---------------- | --------------------------------- | --------------- | ----------------- |
| 1            | Pilot                         | Inteligence            | David Semel      | Michael Seitzman                  | 7. ledna 2014   | 15. června 2015   |
| 2            | Red X                         | Rudé X                 | Aaron Lipstadt   | Aaron Ginsburg a Wade McIntyre    | 13. ledna 2014  | 16. června 2015   |
| 3            | Mei Chen Returns              | Mei Chen se vrací      | Stephen Williams | Shintaro Shimosawa                | 20. ledna 2014  | 22. června 2015   |
| 4            | Secrets of the Secret Service | Tajemství Tajné služby | Rob Bailey       | Matthew Lau                       | 27. ledna 2014  | 23. června 2015   |
| 5            | The Rescue                    | Záchranná mise         | Alrick Riley     | Barry O'Brien                     | 3. února 2014   | 29. června 2015   |
| 6            | Patient Zero                  | Pacient nula           | Adam Davidson    | Michael Seitzman                  | 10. února 2014  | 30. června 2015   |
| 7            | Size Matters                  | Na velikosti záleží    | Alrick Riley     | Shintaro Shimosawa                | 17. února 2014  | 6. července 2015  |
| 8            | Delta Force                   | Delta Force            | David Von Ancken | Aaron Ginsburg a Wade McIntyre    | 24. února 2014  | 7. července 2015  |
| 9            | Athens                        | Virus                  | Bill Eagles      | Matthew Lau                       | 3. března 2014  | 13. července 2015 |
| 10           | Cain and Gabriel              | Kain a Gabriel         | Ken Biller       | Pamela Davis                      | 10. března 2014 | 14. července 2015 |
| 11           | The Grey Hat                  | Červ                   | Tim Hunter       | Heidi Cole McAdams                | 17. března 2014 | 20. července 2015 |
| 12           | The Event Horizon             | Horizont událostí      | Russell Lee Fine | Barry Schindel a Michael Seitzman | 24. března 2014 | 21. července 2015 |
| 13           | Being Human                   | Cena za lidskost       | Stephen Williams | Michael Seitzman a Barry Schindel | 31. března 2014 | 27. července 2015 |